# Луцій Фурій Медуллін (військовий трибун з консульською владою 407 року до н. е.)
Лу́цій Фу́рій Медуллі́н (лат. Lucius Furius Medullinus; V—IV століття до н. е.) — політик, військовий і державний діяч Римської республіки, військовий трибун з консульською владою 407, 405, 398, 397, 395, 394 і 391 років до н. е.

## Біографічні відомості
Походив з патриціанського роду Фуріїв, найімовірніше з його гілки з міста Тускулум. Про нього і родину збереглося мало відомостей.
Його 7 разів обирали військовим трибуном з консульською владою, двічі разом з ним цю посаду обіймав Марк Фурій Камілл, а також Нумерій Фабій Вібулан. Є припущення, що Луцій Фурій насправді обіймав цю посаду меншу кількість разів, а надалі при наведені даних в стародавніх джерелах його сплутали з іншими трибунами, але на сьогодні встановити реальність не є можливим.
У 407 році до н. е. під час його трибунату разом з трьома іншими трибунами він не організував допомогу місту Верругіна, проти якого виступили вольски, через що вони змогли захопити місто і вбити його захисників. 405 року до н. е. трибуни каденції цього року разом з Луцієм Фурієм почали осаду міста Вейї. Про діяльність Луція Фурія під час подальших каденцій, про місце і рік смерті відомостей немає.